# Magyarországi Tanácsköztársaság
A Magyarországi Tanácsköztársaság (Magyarországi Szocialista Szövetséges Tanácsköztársaság, köznapi és ideiglenes elnevezése: Magyar Tanácsköztársaság, néhol Magyar Szovjetköztársaság) Magyarország történetének kommunista vezetésű időszaka volt 1919. március 21. és augusztus 1. között, a proletárdiktatúra győzelme után.

## Háttér

### Az őszirózsás forradalom

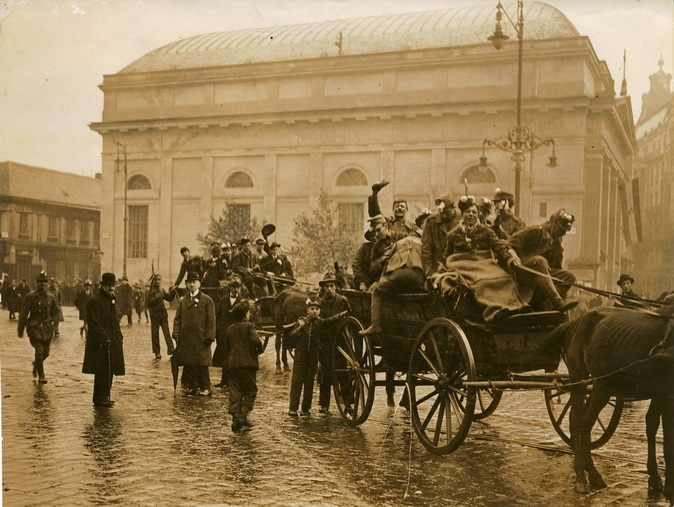
Budapesti utcakép az őszirózsás forradalom után

Az Osztrák–Magyar Monarchia az első világháborúban szétesett, az új államok kialakítására törekvő nemzetiségek egymás után hozták létre nemzeti tanácsaikat. Magyarországon 1918. október 24-én jött létre a Magyar Nemzeti Tanács, melynek tagjai Károlyi Mihály Függetlenségi és Negyvennyolcas Pártja, a Jászi Oszkár vezette Polgári Radikális Párt, illetve a Magyarországi Szociáldemokrata Párt voltak. Programja fő vonásai a demokratikus jogok biztosítása, a földkérdés megoldása és a nemzetiségeknek tett jelentős engedmények voltak. A pesti tömeg Károlyi kinevezését követelte IV. Károlytól. Az uralkodó vonakodott, erre válaszul október 30-ról 31-re virradóra a katonák a császári címer helyére őszirózsát tűztek, és elfoglalták a város fontosabb pontjait. A homo regius, azaz a királyt képviselő József főherceg nem tehetett mást, mint megbízta Károlyit kormányalakítással.
A hatalom vérontás nélkül került a Nemzeti Tanács kezébe, viszont Tisza István volt miniszterelnököt fegyveresek egy csoportja agyonlőtte az otthonában. Károlyiék november 16-án kikiáltották a népköztársaságot. Az új kormánynak nem sikerült biztosítani az élelmezést és a fűtést, továbbá a földkérdésben sem jutottak megoldásra, mivel a földosztást Károlyin kívül csak Nagyatádi Szabó István Kisgazdapártja támogatta. Külpolitikájában is kudarcok érték: a nemzetiségek el akartak szakadni, az ország nagy része megszállás alá került.

### Előzményei, kikiáltása

Magyarország szomszédainak területi igényei 1918-1919

Az őszirózsás forradalom kormánya és Károlyi Mihály nem volt könnyű helyzetben 1919 márciusában. Egyfelől Damoklész kardjaként lebegett a fejük fölött az első világháborúból vesztesként kikerült Magyarország békeszerződéseinek megkötése, mely nem sok jóval kecsegtetett. Másfelől az ország határait fenyegette nem csak a franciák béketerve, de Dél-Magyarország francia és szerb megszállása is. Nem utolsósorban pedig a háborúból éppen csak kilábalt országban Károlyiék politikai támogatottsága sem volt stabil: az 1918-ban megalapított Kommunisták Magyarországi Pártja és vezetőjük, Kun Béla szociális ígéretekkel állította maga mellé a nincstelen tömegeket.

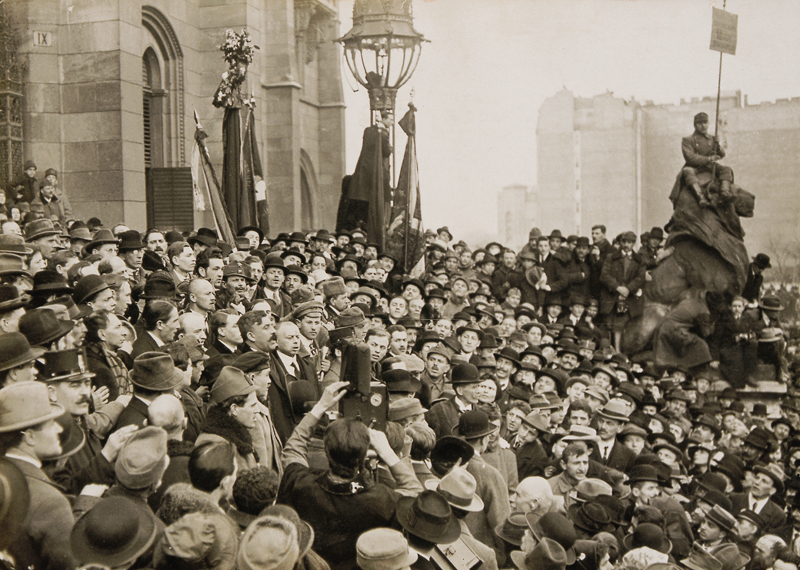
Garbai Sándor és Kun Béla kikiáltják a Tanácsköztársaságot

Március 20-án a kormány megkapta a békeszerződés döntésének dokumentumait (az átadó francia Vix alezredes neve alapján Vix-jegyzéknek nevezett iratot), mely a román csapatok előrenyomulását és egy dél-magyarországi semleges zóna kialakítását irányozta elő. A feltételeket elfogadhatatlannak ítélték, de az antant jóindulatában és az etnikai határok Thomas Woodrow Wilson amerikai elnök által meghirdetett elvében bíztak – jobb diplomáciai pozíció reményében nem adtak utasítást a határok fegyveres védelmére. Új, tisztán szociáldemokrata kormány alakítását tervezték. A szocialista kormány megalakítása érdekében tárgyalásokat kezdtek a kommunistákkal a szociáldemokrata és kommunista pártok egyesüléséről. Délután tartotta utolsó ülését a Berinkey-kormány, melyen – tévesen – úgy értesültek, hogy a szocialista kormány megalakulhat. Addigra azonban Landler Jenő a Gyűjtőfogházban megegyezett Kun Béláékkal a proletárdiktatúra bevezetéséről. Este, miközben Károlyi az új szocialista kormány kinevezésére várt, az ő tudta nélkül elterjedt a híre – és másnap reggel a sajtó így közölte – hogy a kormány és ő maga is önként lemondott, a hatalmat pedig a „proletariátusnak” adta át. Károlyi a történteket tudomásul vette, és visszavonult. Március 21-én Garbai Sándor szociáldemokrata és Kun Béla kommunista vezetők kikiáltották a Tanácsköztársaságot. Károlyi Mihály nevében proklamációt adtak ki ezen a napon:
„A kormány lemondott. Azok, akik eddig is a nép akaratából és a magyar proletárság támogatásával kormányoztak belátták, hogy a viszonyok kényszerítő ereje új irányt parancsol. A termelés rendjét csak úgy lehet biztosítani, ha a hatalmat a proletariátus veszi a kezébe. A fenyegető termelési anarchia mellett a külpolitikai helyzet is válságos. A párizsi békekonferencia titokban úgy döntött, hogy Magyarországnak csaknem az egész területét katonailag megszállja. Az antant misszió kijelentette, hogy a demarkációs vonalat ezentúl politikai határnak tekintik. Az ország további megszállásának nyilvánvaló célja, hogy Magyarországot felvonulási és hadműveleti területté tegyék a román határon harcoló szovjethadsereg ellen. A mitőlünk elrabolt terület pedig zsoldja lenne azoknak a román csapatoknak, amelyekkel az orosz-szovjet hadsereget akarják leverni. Én, mint a magyar népköztársaság ideiglenes elnöke, párizsi konferenciának ezzel a határozatával szemben a világ proletariátusához fordulok igazságért és segítségért, lemondok és átadom a hatalmat Magyarország népi proletáriátusának.”

## Története

### A politikai helyzet

#### A Forradalmi Kormányzótanács

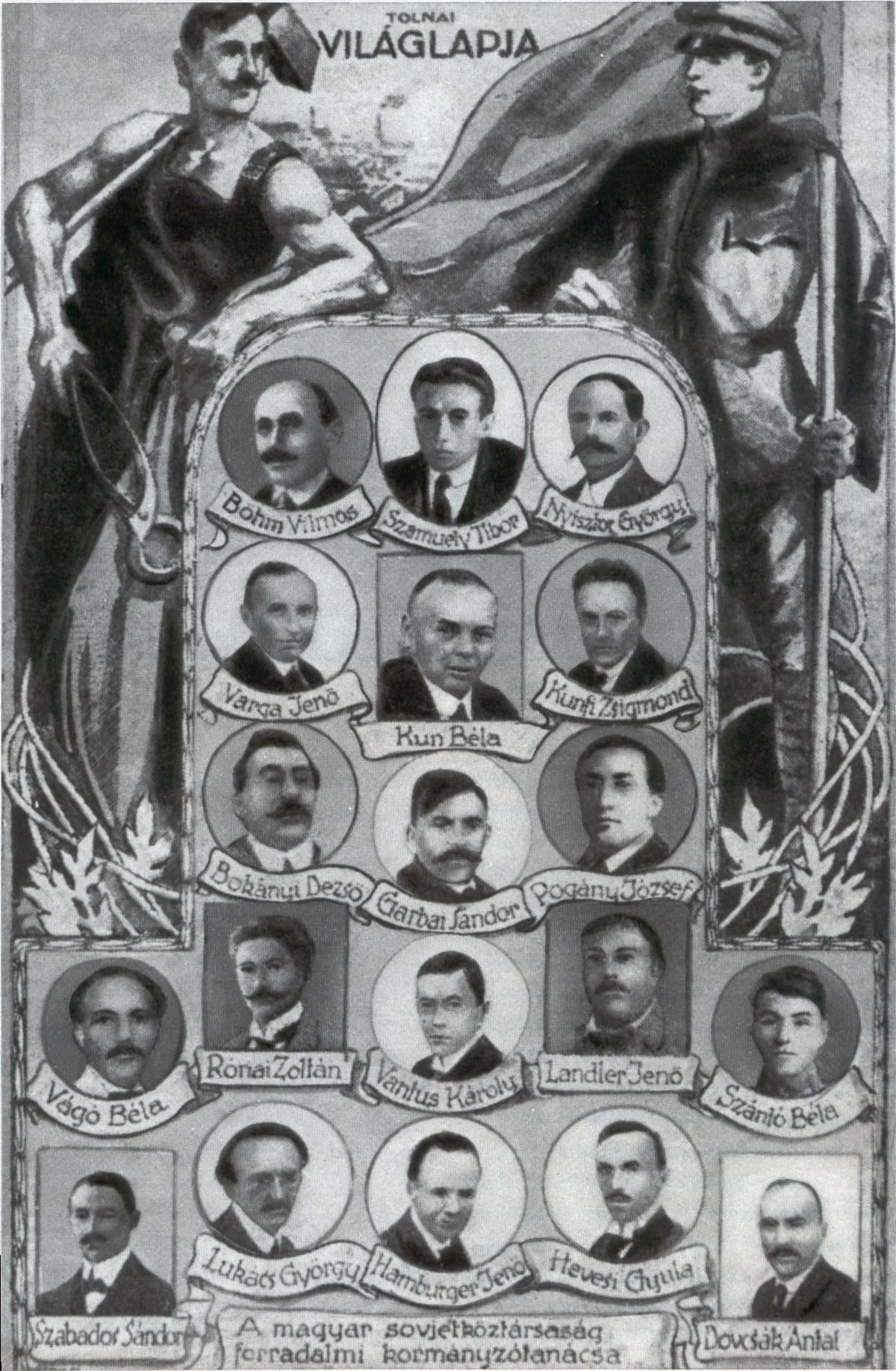
A magyar szovjetköztársaság forradalmi kormányzótanácsa
(Tolnai Világlapja)

A tanácsköztársaság gyakorlatilag teljhatalmú irányító szerve – kormánya – a Forradalmi Kormányzótanács (FK) lett. A Forradalmi Kormányzótanács miniszteri feladatokat ellátó tagjai a népbiztosok voltak, a névleges vezetője Garbai Sándor volt, ténylegesen azonban a külügyi népbiztos szerepét betöltő Kun Béla volt a legbefolyásosabb politikus. A hatalom megtartása érdekében létrehozták a Vörös Őrséget.
1919. április 2-án megjelent a Forradalmi Kormányzótanács XXVI. rendelete „A Tanácsköztársaság alkotmánya” cím alatt. Ennek 1. §-a kimondta: „A magyarországi Tanácsköztársaság célja: a kapitalista termelési és társadalmi rend megszüntetése s a szocialista termelési és társadalmi rendszer megteremtése. A cél megvalósításának eszköze: a dolgozók uralmának biztosítása a kizsákmányolók felett. A munkás-, katona- és földmívestanácsokban dolgozó nép hozza a törvényeket, hajtja azokat végre és bíráskodik azok megszegői felett.”
Április 7-én tanácsválasztásokat tartottak az országban. A választójog elvileg „valamennyi 18. évét betöltő férfira és nőre egyaránt vonatkozott”, azonban nem választhattak ugyanakkor a korábbi hatalom képviselői és a papság. A választásokon csak a szociáldemokrata és kommunista pártok egyesülése után létrejött Magyarországi Szocialista Párt indíthatott jelölteket.

#### A proletár internacionalizmus doktrínája
A Magyarországi Tanácsköztársaság vezetői makacsul hittek a világméretű proletárforradalom elkerülhetetlen bekövetkezésének utópisztikus elképzelésében. Elméletük szerint a nemzeti határok és nemzetállamok nem életképesek a jövőben, hiszen a szocialista világrend kialakulásával az államok természetes módon feloldódnának.
Ennek megfelelően politikájuk középpontjában a kommunista rendszer megőrzése, a forradalmi eszmék propagálása, valamint katonai expedíciók útján új szocialista köztársaságok létrehozása állt. Az osztályharcot és a nemzetközi kommunizmus iránti lojalitást tartották elsődlegesnek, miközben a magyar hazafiságot a világforradalmi törekvéseik ellenségének tekintették. Nyíltan elutasították a nemzeti identitáshoz kapcsolódó értékeket – köztük a területi épség és a hazaszeretet iránti elköteleződést –, melyeket avítt „burzsoá előítéletek rendszeréneknek” minősítettek. Retorikájukban a hazafias érzelmeket a végső céljuk (egy határok nélküli, nemzetközi munkásosztály által irányított világállam ) megvalósításának fő akadályaként ábrázolták.

 Ezen internacionalista elvnek egyik gyakorlati megvalósítására tett kísérlete az ún. Északi hadjárat volt. A Felvidéken folytatott hadjárat valódi célja, az önálló Szlovák Tanácsköztársaság megteremtése azonban rejtve maradt annak június 16-ai kikiáltásáig.

#### Az alsólendvai ellenforradalom
1919. április 21. és április 22. között zajlott Zala vármegyében Magyarországon az első kísérlet, amely a Tanácsköztársaságot óhajtotta megbuktatni. A mozgalomnak csak az alsólendvai direktóriumot sikerült átvennie, de hamarosan leleplezték és 26 vezetőjét letartoztatták, köztük a főszervező Fangler Bélát is, majd Budapestre vitték, hogy a forradalmi törvényszék elítélje őket.

#### Az Antibolsevista Comité
A régi társadalmi- és gazdasági elit Bécsben tartózkodó képviselői Bethlen Istvánnal az élen megalakították a Magyar Nemzeti Bizottságot, mely Anti Bolsevista Comité néven vált ismertté. Ezzel nagyjából egy időben Károlyi Gyula aradi, majd később szegedi székhellyel ellenforradalmi kormányt alakított, melynek hadügyminisztere a későbbi kormányzó, Horthy Miklós, külügyminisztere pedig Teleki Pál lett.
A Tanácsköztársaság kikiáltása és kezdeti népszerűsége mind a környező országokat, mind a párizsi békekonferencián ülésezőket egyaránt meglepte. Féltek, hogy a bolsevik eszmék továbbterjednek nyugatra, ezért egyfelől Budapestre küldték a brit Smuts tábornokot, hogy próbálja rávenni az új kormányt a Vix-jegyzék elfogadására, másfelől elkezdték szervezni a katonai beavatkozást is. Smuts végül dolgavégezetlenül távozott Budapestről: ajánlatát a FK elutasította.

### Intézkedések

#### Társadalompolitikai intézkedések

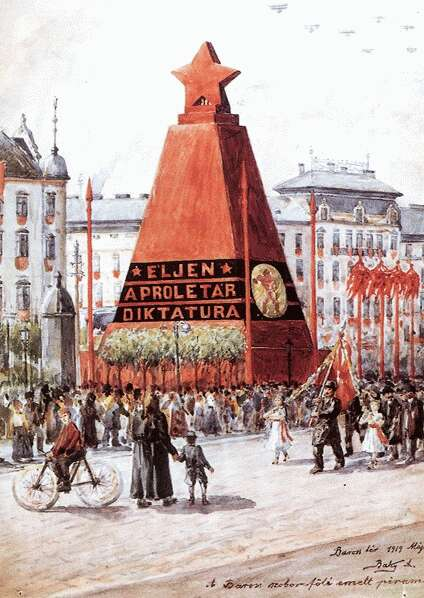
A Baross-szobor fölé emelt piramis. Baky Albert akvarellje. Budapest, 1919. május 1.

A Tanácsköztársaság idején szavazhatott először az a társadalmi réteg, mely korábban többször – hiába – követelte magának ezt a jogot, a magyar nők teljes választójogának első megadása pl. a Tanácsköztársaság idejére esett: 1919. április 2-től minden 18 életévét betöltött férfi és nő szavazati joggal bírt, feltéve hogy dolgozott. Szintén a munkásmozgalom régi követelése teljesült azzal, hogy bevezették a 8 órás munkaidőt. Szocializálták, azaz közös, állami tulajdonba vették a lakóházakat, a szállodákat, az üzleteket, a külkereskedelmet, az áruházakat, a 100 holdnál nagyobb földbirtokokat, az iskolákat, a színházakat, a mozikat, a könyvtárakat, a műkincseket, a gyógyszertárakat, a lakóházakat, egyes helyeken a kisiparosok műhelyeit és szerszámait, a pénzintézeteket, illetve a 20 munkásnál többet foglalkoztató ipari, bánya- és közlekedési üzemeket. A tulajdonosok hirtelen rájuk szakadt jogfosztottságuk mellett úgy érzékelték az új rendszert, mint amely kiforgatja őket anyagi és erkölcsi javaikból, amelyik mindent elvesz.
A kisajátított közép- és nagybirtokokat nem adták a parasztoknak, mert szövetkezetesítést terveztek, ám június végétől a szegényparasztoknak veteményeseket osztottak. A földről szóló rendelet szerint földtulajdon nem illetett meg olyan személyt, aki nem dolgozott rajta.
A földosztás elmaradása miatt a földre hiába váró földművesrétegek fokozatosan kiábrándultak a proletárdiktatúrából; a földjüket egy újabb kisajátítástól féltő parasztgazdák pedig fokozatosan szembehelyezkedtek az új rendszerrel. Az elégedetlenkedők megfélemlítésére, az „osztályellenség” megsemmisítésére, a belső felkelések letörésére terrorkülönítményeket hoztak létre („Lenin-fiúk”), amelyek Szamuely Tibor irányítása alá tartoztak.

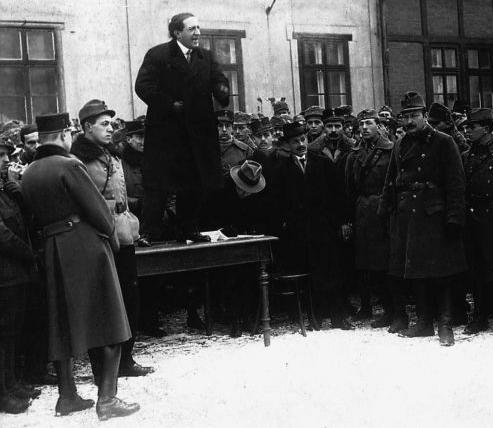
Pogány József a Tanácsköztársaság népbiztosa munkások közt agitál

Húsz százalékkal csökkentették a lakbéreket, a többszobás polgári lakásokba proletárcsaládokat költöztettek, általános bérrendezés keretében 10-80%-kal megemelték a jövedelmeket.[forrás?] Új tankönyveket adtak ki, megszüntették az iskolában a napi kétszeri imádkozás kötelezettségét, eltiltották az egyházi tanárokat a tanítástól, a nevelési és oktatási intézményeket állami tulajdonba vették. Azonban az istenhit, a vallás és az egyház elleni agitáció az emberek többségének vallásos érzékenységével ütközött. A vörös szín erőltetése és a nemzeti színek mellőzése csaknem az egész lakosság hazafias érzelmeit sértette.[forrás?] A proletárdiktatúra egyértelmű rokonszenvet csupán a honvédő küzdelem vállalásával ébresztett.
Egységes élelmezést vezettek be, de a jegyrendszer érvényben maradt. Az üzemek vezetését a munkásokra bízták, helyi tanácsok alakultak, néhány szakember az üzemi tanács ellenőrzése mellett irányította a termelést. Kiterjesztették a társadalombiztosítást, rendelkeztek a gyermekek és tanoncok védelméről, valamint a nők egyenjogúságáról. Kezdeményezték a nemzetiségi elnyomás felszámolását, deklarálták a nemzetiségek jogait, betiltották a prostitúciót, létrehozták Magyarország első tüdőszanatóriumát. A nemzetiségi kérdések megvitatására Kun Béla április 5-i nyilatkozatában az Osztrák–Magyar Monarchia területén alakult államok konferenciájának összehívását ajánlotta.
A Tanácsköztársaság internacionalizmusát amellett, hogy az alkotmány szerint „választók és választhatók más állam polgárai is”, az is jelezte, hogy a magyarországi nemzetiségi kommunista csoportokból megalakult a Magyarországi Nemzetközi Szocialista (Kommunista) Föderáció.
Június második felében parasztgazdák, hadviseltek felkeléssorozata robbant ki a Duna két partján, Kalocsa és Dunapentele között. Szamuely büntetőkülönítménye kegyetlenül leverte és megtorolta a felkeléseket.
A tanácsrendszer elleni legnagyobb fegyveres akcióra június 24-én került sor a fővárosban. A ludovikások megszállták a telefonközpontot, a Dunán monitorok vonultak a pártközpont ellen. A fegyveres próbálkozás azonban elszigetelt maradt, a Vörös Őrség és a hadsereg fővárosi egységei heves tűzharc után rövid idő alatt felszámolták. Kun Béla véres megtorlásától Guido Romanelli olasz alezredes mentette meg a magyar proletárdiktatúra ellen szervezett, gyorsan elfojtott felkelés résztvevőit, köztük a Ludovika Akadémia növendékeit és parancsnokaikat, a felkelés vezetőit.

#### A forradalmi terror

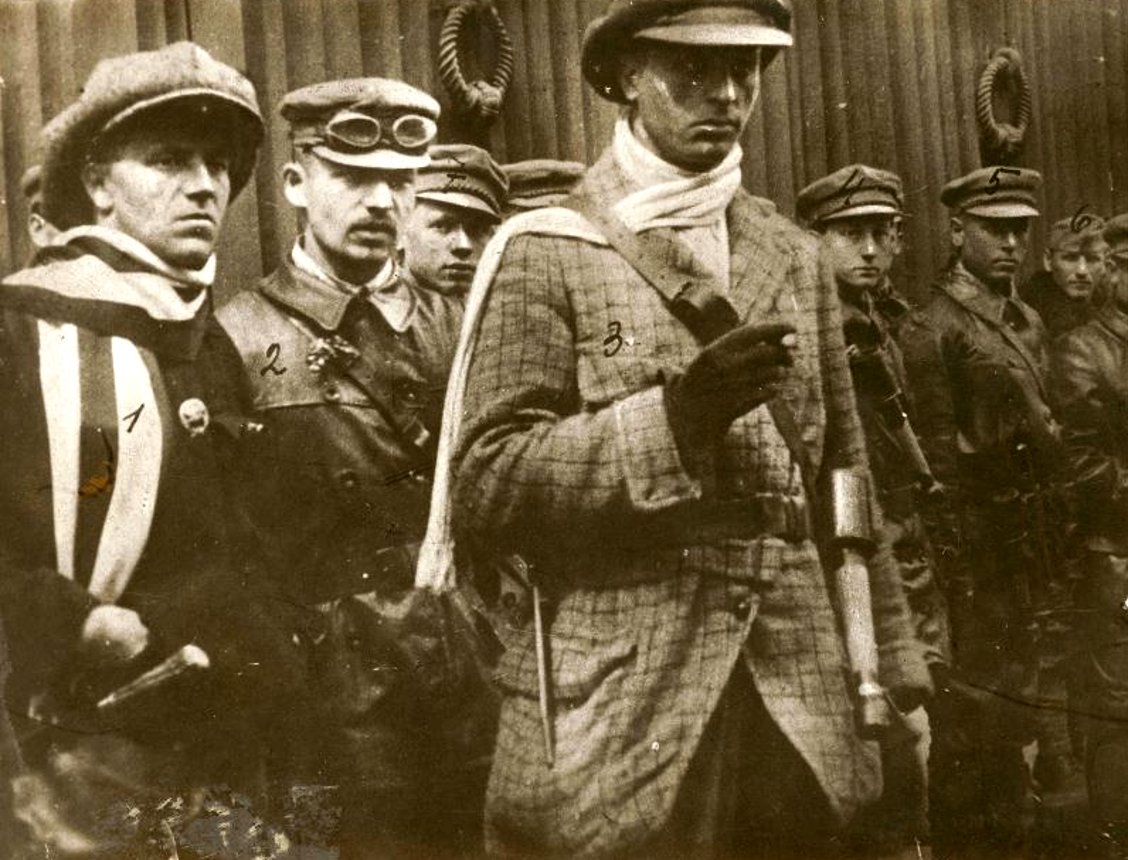
A Lenin-fiúk vezérei: 1. Cserny József parancsnok, 2. Papp Sándor, 3. Radányi Kornél, 4. Nével József, 5. Natusek Szaniszló

A Tanácskormány 1919. március 21-i rendeletével bevezette a statáriumot, kitételként megszabva, hogy a bűnösök felett forradalmi törvényszék ítél.
A rendőrséget és a csendőrséget a Vörös Őrséggel (Budapesten kb. 3000 fő) váltotta fel (utolsó napokban a vezetője: Rákosi Mátyás), amely részben besorozott munkásokból, részben frontot járt katonákból és a korábbi rendfenntartó szervek (rendőrség, csendőrség) tagjaiból állt, így karhatalmi túlsúlya miatt lojalitása és használhatósága is megkérdőjelezhető volt. A Vörös Őrök szakmai kiképzése elsősorban a bűnügyi ismeretek, a legfontosabb rendőri intézkedések elsajátítására, a fegyverhasználatra, a fegyelmi szabályzatra, az elsősegélynyújtásra, a közlekedési, határrendészeti ismeretekre és különböző jogszabályok megismerésére terjedt ki. A kormányzótanács megosztott volt az új rend vélt vagy valós ellenségeivel szemben alkalmazott szervezett erőszak tekintetében. Elítélték a testi és lelki kínzással való bizonyítékgyűjtést mégis a parancsnokok ilyen nevelési útmutatást adtak: „A nyomozásnak elsősorban az a célja, hogy a gyanúsított ellen határozott bizonyítékot gyűjtsön, mert csak is az a helyes nyomozás, amely annyi terhelő bizonyítékot vett a felszínre, amennyi arra szükséges, hogy a gyanúsított azoknak a súlya alatt a bűncselekmények elkövetését kénytelen legyen beismerni. A bizonyítékok lehetőleg bizalmasan szerzendőek be, tehát a vörös őr csak akkor folytassa le a nyomozását nyilvánosan, ha a bűncselekmény természete azt megkívánja vagy, ha a bizalmas adatgyűjtés a nyomozás hátrányára van.” A Vörös Őrség a Vörös Hadsereg kiegészítő része és a tagjait a hadseregbe bármikor át lehetett helyezni. Szervezetileg így épült fel: 1. Belügyi Népbiztosság Vörös Őrségének központi osztálya; 2. Városi parancsnokságok; 3. Vármegyei parancsnokságok; 4. Járási parancsnokságok; 5. Községi kirendeltségek. A szociáldemokrata politikusok nagy része ilyen intézkedéseket nem támogatott, a kommunisták, legfőképp Szamuely Tibor illetve Lukács György népbiztos azonban nemcsak szóban, hanem tettleg is megvalósították. Lukács György így írt például Korvin Ottóról (politikai osztály vezetője júniustól): „Mint a politikai rendőrség vezetője éles szemmel és fáradhatatlanul őrködött a burzsoázia minden ellenforradalmi megmozdulása fölött. Nagy szervező tehetségével és fényes intuíciójával és kimeríthetetlen találékonysággal sikerült időben tudomást szereznie minden ellenforradalmi mozgalomról. Az Ő érdeme volt, hogy a tanácsdiktatúra alatt sikerült féken tartani az ellenforradalmat. Az, hogy igen gyakran elégtelenek voltak a rendszabályok nem rajta múlott, hanem azon, hogy a szociáldemokraták nyíltan vagy titokban szabotálták a forradalmat.” Politikai háttértámogatásukkal Cserny József vezetésével egy 200 fős különítmény állt fel, akik „Lenin-fiúk”nak nevezték magukat. Hírhedt páncélvonatukon járták az országot és mindenütt felléptek, ahol a tanácsrendszert veszélyeztető megmozdulásokat sejtettek. Ezen kívül, főleg Budapesten több, eszközökben szintén nem válogató (rekvirálások, túszszedés) kommandót is felállítottak. A vörösterror halálos áldozatainak számát 300-600 közé teszik különféle források. A szociáldemokrata többség hatására a Kormányzótanács végül elítélte ezeket a cselekedeteket és elrendelte az osztagok lefegyverzését. Az értelmetlen, túlzott terror sok helyütt hozzájárult a tanácskormány maradék támogatásának elvesztéséhez.

### Katonai sikerek
A Károlyi Mihály-kormány egyik döntése a katonaság szervezett leszerelése volt, így a Tanácsköztársaság a határokat egyre inkább fenyegető cseh, román, szerb és francia katonai alakulatokkal szemben jórészt elvesztette védekező képességét. Ebben a helyzetben került sor március 20-án a Vix-jegyzék átadására, amelyet azonban a Berinkey-kormány sem elfogadni, sem visszautasítani nem volt hajlandó. A kommunista hatalomátvételt követően a békekonferencia Budapestre küldte tájékozódni Jan Christian Smuts brit tábornokot, aki április 4-én egy kedvezőbb javaslatot tett, megígérve a gazdasági blokád feloldását, és Magyarország meghívását a béketárgyalásokra. De a kormányzótanács csak akkor fogadta volna el az új demarkációs vonalat, ha a megszálló csapatok nem avatkoznak bele az ország gazdasági és politikai viszonyaiba, valamint Szegeden és Aradon visszaállítják a proletárdiktatúrát. Erre Smuts befejezte a tárgyalásokat és elutazott Budapestről. Ezt követően az Antant szabad kezet adott a szerb, francia, román, cseh intervenciónak. A franciák koncentrált támadás megindítását tervezték. A román haderő április 16-án átlépte a demarkációs vonalat, és a hónap végére elérték a Tisza vonalát, a csehszlovákok pedig elfoglalták Sátoraljaújhelyt, és folytatták az előrenyomulásukat Miskolc, Eger, és Salgótarján irányába. A román előrenyomulást nagyban segítette, hogy az ellenforradalmi érzelmű Kratochvil Károly, az ütőképes Székely Hadosztály parancsnoka a románokkal folytatott egy hetes tárgyalások után április 26-án letette a fegyvert és 130 kilométeres frontszakaszt megnyitott az ellenség előtt.

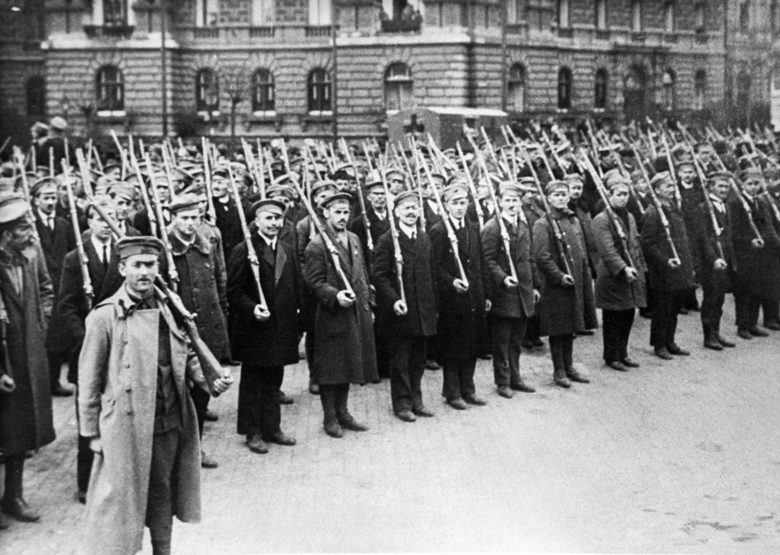
Felfegyverzett munkások a Köröndön

A kormány kidolgozta a megszállt területek visszaszerzésének tervét, amely a bekerítés megszüntetését is eredményezhette volna. A FK intézkedései nyomán a 40 ezres Vörös Hadsereg 60 ezresre duzzadt, ám a román offenzívát megállítani nem tudta: 1919. május 1-jére a Tiszántúl elveszett. A tanácsköztársaságnak a gyakorlatban esélye sem lett volna hatékony védekezésre abban az állapotban, amiben volt. A Monarchiától megörökölt csapatokat nem szervezték át megfelelően, sőt azok is ellenálltak annak, hogy a kommunistáknak szolgáljanak. Számos katona még újonc volt, s a régi tisztikar java részét leszerelték, helyette a bolsevizmushoz lojális, de gyakorlatlan közkatonákat, valamint más, katonailag képzetlen egyéneket (munkásokat, parasztokat) neveztek ki tisztekké, akik képtelenek voltak irányítani az egyes alegységeket, egységeket és magát a hadsereget, szemben a jól szervezett, hadviselt ellenfelekkel.

Május 18-án Szamuely Tibor repülőgépen Kijevbe utazott, ahol tárgyalt Podvojszkijjal, az ukrán hadügyi népbiztossal, és Anton Ovszejenkóval, az ukrán hadsereg főparancsnokával. Innen vonattal folytatta útját Moszkvába (május 25.), ahol többször tárgyalt magával Leninnel is. Szamuely azt akarta elérni, hogy a Magyar Tanácsköztársaság a szovjetekkel közösen dolgozzon ki egy tervet, főleg a legnagyobb erőkkel támadó román hadsereg ellen. Románia ebben az időben szintén hadat viselt a szovjetek ellen és csapataik nem egy ízben behatoltak Ukrajnába. A terv abból állt volna, hogy az orosz-ukrán hadsereg betör Besszarábiába és a közvetlen román törzsterületekre, míg egy másik közös magyar-orosz-ukrán haderő a cseheket próbálná meg feltartóztatni. Mihelyt elérték Románia belső részét, ott megpróbálnának helyi kommunista erőkkel forradalmat kirobbantani, így Romániát kiiktatnák, azután pedig Szlovákiát foglalnák el, kiszorítanák a cseheket, végül pedig a déli szerb-francia csapatok ellen indítanak támadást. Május 31-én érkezett vissza Magyarországra Szamuely, és tájékoztatta a Budapesti Központi Forradalmi Munkás- és Katonatanácsot, hogy a szovjet hatalom maga is nehéz helyzetben van, hathatós segítségre onnan nem lehet számítani. Az előretörő fehérek már Moszkvát fenyegették, sőt az ukrán hadsereg sem volt jobb helyzetben, mert egyrészt a román benyomulás mértéke is akkora volt, hogy meg sem közelíthette volna a román határt, azonkívül más részről is le volt kötve, hiszen egyidejűleg az ukrajnai fehérekkel és a lengyelekkel is harcban állt.
A mozgósítások hatására május végére a Vörös Hadsereg létszáma elérte a 200 ezer főt. Főparancsnoka Böhm Vilmos, vezérkari főnöke – tényleges vezetője – pedig Stromfeld Aurél vezérkari ezredes volt. A tanácsköztársaság vezetői tartózkodtak ezúttal attól, hogy bolsevik jelszavakkal állítsák maguk mellé az ország lakosságát, ehelyett az elveikkel gyökeresen más nemzeti érdekeket helyeztek előtérbe és a haza védelmében áldozatra kérték az embereket. Számos tiszt és katona, aki korábban a királyi haderőben szolgált tért vissza a seregbe, de nem azért, hogy a kommunisták mellett harcoljon, hanem, hogy a hazáját védje. Sikerült némileg megfelelő reguláris és műszaki alakulatokat szervezni, valamint ütőképes tüzérséget létrehozni. A haderőhöz nagy számmal csatlakoztak idegen, a marxista történelemkönyvekben internacionalista önkénteseknek tartott volontérok, többek között lengyelek, oroszok, németek, ukránok, sőt az ellenséges oldalról szlovákok, románok és szerbek is.
1919. május 20-án általános ellentámadásba lendült a Vörös Hadsereg. A cél a román és cseh erők közötti ék kialakítása, a két ellenséges hadsereg szétválasztása, Miskolc és Kassa visszafoglalása, továbbá a Kárpátok megközelítésével a szovjet-orosz Vörös Hadsereggel való későbbi együttműködés lehetőségének megteremtése volt. Miskolc visszafoglalása sikerrel járt, ezután indult az ún. északi hadjárat, mely szintén eredményes lett: három hét alatt elfoglalták a Felvidéket a Nyitra–Zólyom–Kassa vonalig, továbbá elérték a lengyel határt Bártfánál. Azonban a visszafoglalt városokra már nem magyar trikolór, hanem vörös zászló került. A Felvidék északi területein pedig kikiáltották a Szlovák Tanácsköztársaságot.

### A bukás

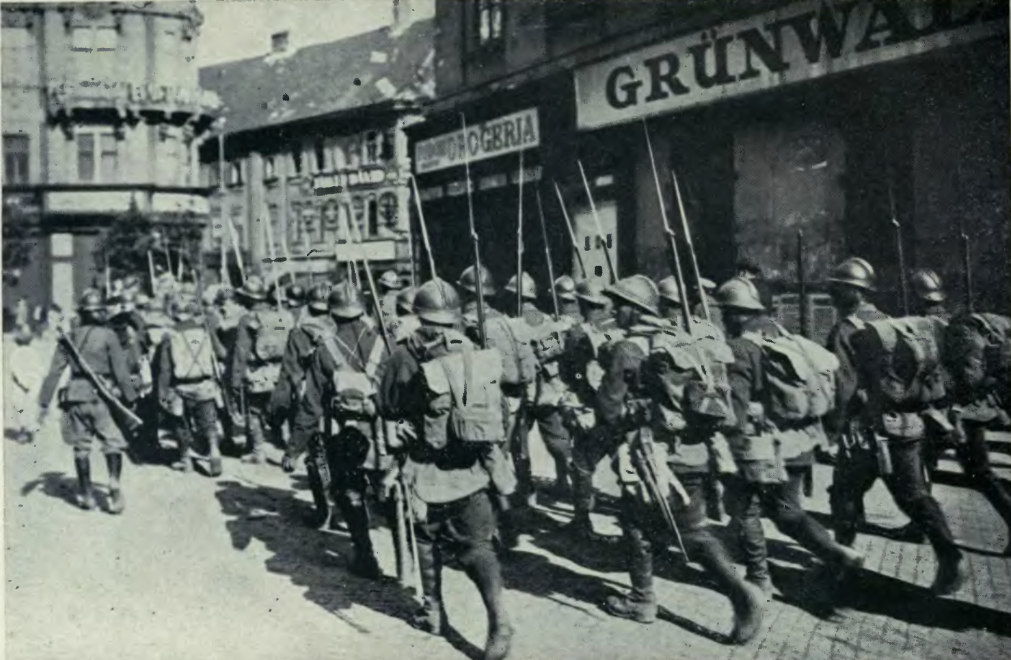
Megszálló román csapatok Budapest utcáin

Clemenceau francia miniszterelnök június közepén jegyzéket intézett a Kormányzótanácshoz, amelyben közölte Magyarország északi és keleti határait, és követelte, hogy a Vörös Hadsereget északon vonják vissza e határok mögé. Cserében a románok ki fogják üríteni a Tiszántúlt. A proletárdiktatúra vezetői – hosszas vita után – elfogadták a javaslatot.
1919. június 23-án a Tanácsok Országos Gyűlése megszavazta a végleges alkotmányt (teljes szövege). Ebben rögzítették az állam új elnevezését is: Magyarországi Szocialista Szövetséges Tanácsköztársaság.
Június 24-én katonai zendülés tört ki Budapesten: a flottilla hajói a Dunáról lőtték a népbiztosok szálláshelyéül szolgáló Hungária Szállót (korabeli elnevezéssel Szovjetházat), s a ludovikás tisztnövendékek is fellázadtak. A zendülést a tanácskormány kegyetlenül elfojtotta. A harcok Budapesttől délre, a Duna két partján még három napig folytatódtak, de a fehérgárdisták a túlerővel szemben ott is vereséget szenvedtek. Dunapatajon számos fehérgárdista vesztette életét. A Kalocsa környéki parasztfelkelést a Vörös Hadsereg és a Lenin-fiúk véresen megtorolták, néhány felkelőt nyilvános módon felakasztottak, és az akasztáson részt vevő tömegbe is lőttek. Ezt követően az akasztottakat végighurcolják egész Kalocsa területén, elrettentésnek használva a meggyalázott holttesteket. Egyes források szerint ezt követően újabb lázadások kezdődtek meg, és a Lenin-fiúk fellépése már közel sem volt olyan hatékony mint az első alkalommal. Végül a Vörös hadsereg hatékony fellépésének köszönhetően leverik a felkelés második és egyben utolsó fázisát is. Kalocsát ezek után besúgók lepték el. Ezek az idők visszavonhatatlanul megmaradtak a nép emlékezetében.
Június 30-án az antant követelésének eleget téve megkezdődött a Felvidékről való visszavonulás, ugyanakkor a román csapatok nem mozdultak a Tisza mellől.
A sikeres északi hadjárat ellenére a Tanácsköztársaság támogatottsága fokozatosan csökkent. A kommunisták elfogadták a franciák által kínált egyezséget, a Clemenceau-jegyzéket. Ez felháborított több katonát és a főtisztek jelentős részét. Tapasztalt katonák révén tudták, hogy az északi hadjárat jelentős áldozattal járt, s ha feladnák az északi területeket és ezzel együtt a Szlovák Tanácsköztársaságot, az rendkívül demoralizálóan hatna a hadseregre. A morálisan meggyengült katonaság megbízhatatlanná vált, lázongott, s a külpolitikai helyzet rendkívül kedvezőtlen volt. Többen fenyegetőznek, hogy lemondanak, vagy dezertálnak, ha a kormány elfogadja az ajánlatot. Sokan beváltották a fenyegetésüket, Stromfeld lemondott, s a július 20-án indult offenzíva a Tiszántúl felszabadítására kudarcba fulladt. Böhm Vilmos is lemondott hadsereg-főparancsnoki tisztéről, és bécsi követi kinevezést kapott. Velük együtt tömegesen távoztak a főtisztek és altisztek. Sokan megszöktek, vagy egyszerűen hazautaztak, a Vörös Hadsereg tisztiállománya meggyengült, a katonaság létszáma megcsappant. Mivel a románok nem akartak visszavonulni, ezért a kommunisták támadást erőltettek, méghozzá úgy, hogy az ellenség többszörös túlerőt képviselt. A tiszántúli ellentámadás pillanatok alatt összeomlott. A román csapatok megindulása a főváros felé előrevetítette a Tanácsköztársaság bukását.
Július 23-án Bécsbe érkezett Böhm, ahol – a magyar szociáldemokrata pártvezetőség tudtával és beleegyezésével – megegyezett az antantmissziókkal a tanácskormány eltávolításáról. A párizsi békekonferencia Ötös Tanácsa ennek alapján egy nyilatkozatot adott ki, amelyet a Népszava július 30-i száma közölt. Ennek lényege az volt, hogy az antant csak akkor hajlandó élelmiszert szállítani, a blokádot megszüntetni, és békét kötni, ha neki megfelelő új kormány alakul.
Kun Béla július 27-én és 30-án táviratban kérte a moszkvai pártvezetést, 30-án személyesen Lenint, hogy nyisson frontot Besszarábiában a románok ellen Július 31-én olyan válasz érkezett, hogy az ukrajnai helyzet miatt a tehermentesítő támadást nem lehet azonnal elindítani.
Július 29-30. között a románok átlépték a Tiszát és megindultak Budapest felé.
Július 31-én Kun Béla és a Tanácsköztársaság több vezetője a front közelébe, Ceglédre utazott, hogy tájékozódjanak a helyzetről. Látva a kilátástalan helyzetet, visszautaztak Budapestre, és másnap, augusztus 1-jén a pártvezetőség és a Forradalmi Kormányzótanács együttes ülésén a tanácskormány lemondása mellett döntöttek.
A mérsékelt szociáldemokrata politikusokból álló Peidl-kormány vette át a vezetést. A tanácskormány népbiztosai különvonattal Bécsbe menekültek.
A határon egy nagyon szomorú és emlékezetemben örökké megmaradó eseményben volt részünk. A bennünket kísérő Lenin-fiúkat lefegyverezték, és átadva a határőrségnek, visszaküldték őket az ország belsejébe. Megengedték, hogy elbúcsúzzanak tőlünk: „Kun elvtársnő, – mondta közülük az egyik – felakasztanak bennünket. Adja át Kun elvtársnak kommunista üdvözletünket.” Mindannyian sírtunk, ők is könnyeztek. Éreztük, hogy többé nem találkozunk. Ugyanez a sors érte a Kun Béláék vonatát kísérő őrséget is. Leszedték, visszaküldték őket, és – később – majdnem mindegyiket felakasztották.
A „szakszervezeti kormány” visszavonta a kommunisták rendeleteit. Az állam megnevezése ismét Magyar Népköztársaság lett.
Augusztus 2-án a román királyi hadsereg előőrsei megérkeztek Budapest határába, és augusztus 4-én már a hadsereg rendes alakulatai, az antant tilalma ellenére, bevonultak Budapestre, és elkezdték lefegyverezni az ott állomásozó helyőrséget, munkászászlóaljakat, és a Vörös Őrséget, és letartóztatásokat is eszközöltek, illetve megkezdték a Nemzeti Múzeum kifosztását, amelyet Harry Hill Bandholtz akadályozott meg.
Augusztus 6-án, a román hadsereg által támogatott, Friedrich István nevével fémjelzett Fehérház Bajtársi Egyesület ellenforradalmi csoport lemondatta a Peidl-kormányt, és átvette a kormányzást.

## Az államforma elnevezése
Oroszországban az első munkás- és katonatanácsok (oroszul советы, szovjetek, tanácsok) az 1905-ös forradalom idején alakultak, majd az 1917-es februári forradalmat követően újraalakultak, és ezt követően adta ki a Lenin vezette bolsevik párt (akkor még Összoroszországi Szociáldemokrata Párt) a „Minden hatalmat a szovjeteknek!” jelszót. Az első világháborút követő forradalmak idején, amikor létrejött a Bajor Tanácsköztársaság (1919. április 6. és május 3. között), valamint a Szlovák Tanácsköztársaság (1919. június 16-ától július 7-ig), lényegében az orosz mintát követték, és a советы elnevezést is onnan vették át, de azt saját nyelvükre lefordították: Bayerische Räterepublik (rat=tanács), Slovenská republika rád (rád=tanács).
1919. március 22-én a Kommunisták Magyarországi Pártja nagygyűlésén jelentette be Kun Béla a szociáldemokrata párttal történt egyesülést és a proletárdiktatúra megvalósítását. Ismertette a közös programot, és bejelentette, hogy „ezzel Magyarország a második szovjet-köztársaság lett és szövetséget kötött az orosz szovjet-köztársasággal, amelynek proletárhadserege már a Kárpátok alján áll.”
A Magyarországi Szocialista Párt és a Forradalmi Kormányzótanács 1919. március 22-i „Mindenkihez!” című kiáltványa ugyanakkor azzal a mondattal zárul, hogy „Éljen a Magyar Tanácsköztársaság!” Ez is azt mutatja, hogy a szovjet-köztársaság elnevezést, mint az államforma elnevezését (az orosz mintára szervezett szovjetek (munkás- és katonatanácsok) által irányított állam) használták, míg az állam elnevezésénél a tanácsköztársaság szó már kezdettől ebben az alakban szerepelt.
A Forradalmi Kormányzótanács 1919. március 24- i ülésének 3. napirendi pontjaként Garbai Sándor elnök „felhívja a figyelmet arra, hogy a szovjet helyett valami jó magyar kifejezést kellene használni”. „A Kormányzótanács megállapodik, hogy a szocialista magyar állam neve Magyar Köztársaság” (a jegyzőkönyv lábjegyzete szerint ez vélhetően elírás, és Magyar Tanácsköztársaság névben állapodtak meg). Az 1919. április 2-án megjelent ideiglenes alkotmányban az elnevezés már ennek megfelelően Magyar Tanácsköztársaság. A „szovjet” szó ugyanakkor még jó ideig élt a közhasználatban, ahogy ez a Forradalmi Kormányzótanács korabeli jegyzőkönyveiből kiderül. Például a március 27-i ülésen a mielőbbi szovjetkongresszus összehívását és szovjet alkotmány megalkotását sürgették. Ugyanezen az ülésen Szamuely Tibor számolt be a székely helyzetről, ahol így tájékoztatott: „A Székely Nemzeti Tanács föloszlott. Ennek az ügynek a vezetését a székely szovjet vette át.” A „szovjet” szó helyett a „tanács” szó csak később vált egyeduralkodóvá a magyar nyelvben, de mára már teljes mértékben kiszorította azt.

## Vitatott kérdések
Az őszirózsás forradalomtól a Forradalmi Kormányzótanács leköszönéséig tartó időszak, illetve a „vörösterrort” követő „fehérterror” értékelése máig a modern magyar történelem egyik legvitatottabb problémaköre.
Mára uralkodó véleménnyé vált azoké, akik vitatják a Tanácsköztársasághoz vezető kommunista hatalomátvétel „forradalom” voltát, és azt inkább puccshoz hasonlítják. A kérdés megtárgyalásától történészek, például Varga László sem zárkóznak el: („nevezhetjük Kun Béláék hatalomra kerülését puccs-szerűnek”) Romsics Ignác a következőt írja: „A két forradalom közötti másik fontos különbség, hogy míg az első győzelmét elementáris erejű tömegmozgalmak előzték meg és kísérték, addig a másodikra néhány vezető kulisszák mögötti megegyezésének eredményeként, szinte puccsszerűen került sor, amely úgy a főváros, mint a vidék lakosságát meglepetésként érte.” Ezt "a hatalomátvételt" viszont egyértelműen az idegen haderő nyomása, különböző jegyzékei és ultimátumai tették indokolttá, minthogy akkorra már égetően szükségessé vált egy gyorsan mozgósítható haderő felállítása a haza, továbbá az esetleg átrajzolásra kerülő határok védelme érdekében.
Természetesen (akárcsak a holokauszt vagy a fehérterror esetében) az egyik legvitatottabb kérdés a vörösterrorban és a Tanácsköztársaság alatt egyéb események, tudniillik a honvédő harcok indokolta hadiállapot okán kivégzett, vagy őrizetbe vett áldozatokat. Ezzel szemben a fehérterror, amely nem is harci cselekmények során, hanem "békeidőben" bírósági ítélet nélkül ejt foglyokat, miközben szervezett bosszúhadjáratot folytat előre kiszemelt áldozatok ellen és kárára...
Maga a „vörösterror” kifejezés is – bizonyos tekintetben – vitatott, az újabb kiadású történelemkönyvek említik ugyan, de sokszor idézőjelben. Megjegyezzük, ugyanígy kezelik a „fehérterror” kifejezést is. Magát a terror létét és ennek terrornak nevezhetőségét azonban nem szokták megkérdőjelezni:
„1919 augusztus: A Forradalmi Kormányzótanács lemond. Szociáldemokrata kormány alakul Peidl Gyula vezetésével. Az új kormány megszünteti a bolsevikok terrorintézkedéseit.”
Máig ható viták gyökere, hogy a Tanácsköztársaság vezetésének etnikai összetétele jelentős mértékben hozzájárult az antiszemitizmus felerősödéséhez a proletárdiktatúra bukása utáni évtizedekben: „A munkásmozgalmi vezetők és a baloldali intellektuelek társadalmi összetételéből adódott, hogy a zsidó származású népbiztosok és népbiztoshelyettesek aránya elérte a 60, sőt valószínűsíthetően a 70-75%-ot” – írta Romsics Ignác. Miközben a Horthy-éra alatt a munkásmozgalom említett összetételét elsősorban és éppen a Numerus Clausus, valamint más szegregatív és antiszemita törvények, rendeletek létének a kényszerítő hatása tette indokolttá, hajszolt az említett mozgalmakba intellektuel, vagy kiemelkedő tehetségű fiatal embereket.

## Utóélete

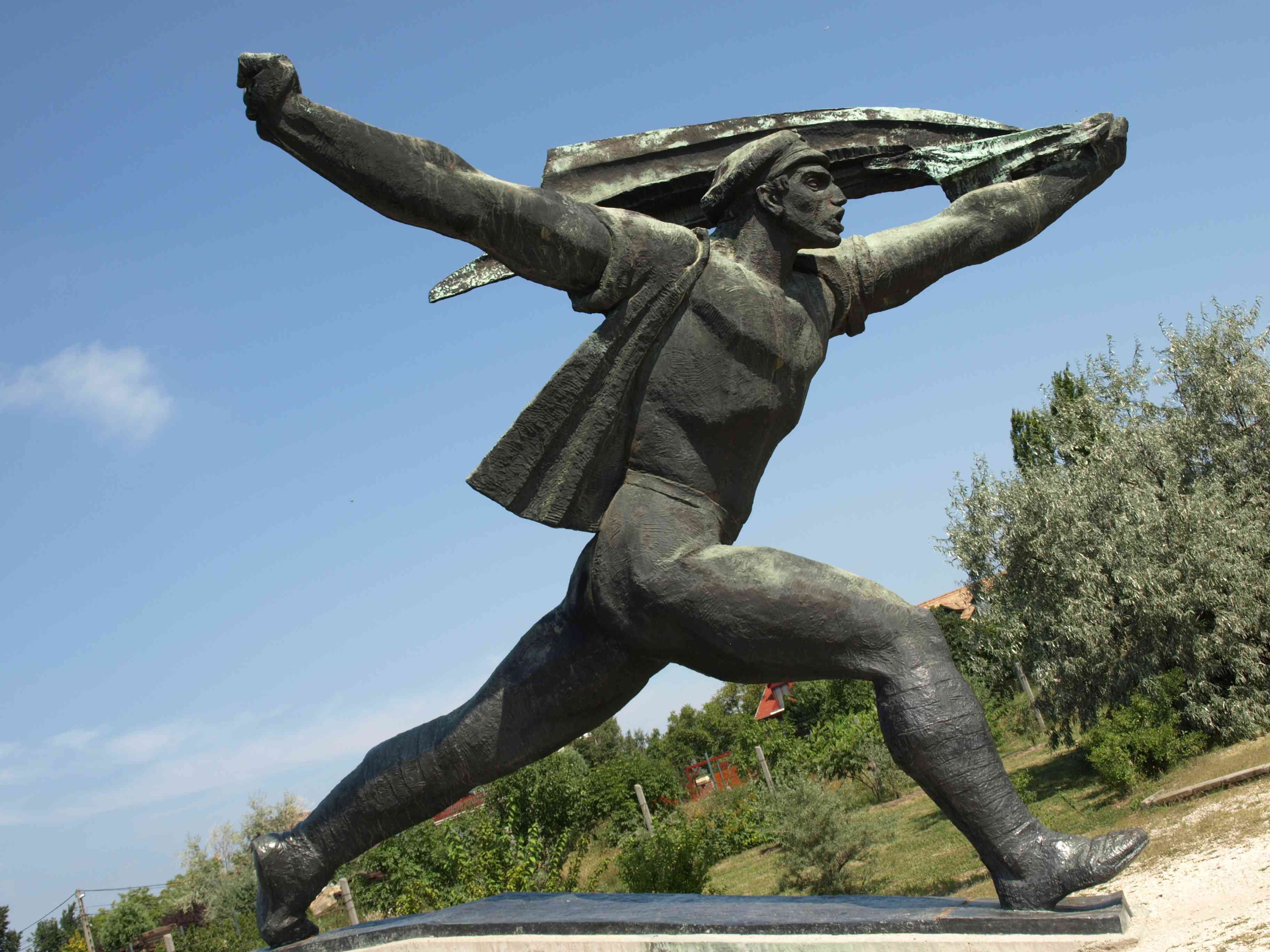
A Fegyverbe! Fegyverbe! című toborzóplakát nyomán született emlékmű egykor a Felvonulási téren állt, ma a Memento Parkban látható

A II. világháborút követő kommunista hatalomátvételt követően, a magyarországi proletárdiktatúra kikiáltásának napját (március 21.) az ünnepeink sorába emelték és „forradalmi tavasz” néven összevonták március 15-ével és április 4-ével, hogy az 1848-as forradalom kitörésének napjához is kommunista ideológiát tudjanak szőni. Iskolai (tanítási) szünet volt.
Az 1959. évi II. törvény rendelkezett a Magyar Tanácsköztársaság emlékének törvénybeiktatásáról, amit csak a rendszerváltás után három évvel töröltek, mikor is az 1993. évi XXIX. törvény hatályon kívül helyezte a korábbit.
Fekete István 1939-ben megírta a Zsellérek című regényét, ami oly népszerűnek bizonyult, hogy 1939 és 1944 között hét kiadást ért meg. Mivel a regényben bemutatja a vörösterrort, csak a rendszerváltozás után, 1994-ben jelent meg újra, csonkítatlan formában. Az író 1946 tavaszán tiltó indexre került a proletárdiktatúráról és a bolsevizmusról írott művei miatt. A politikai rendőrség, az ÁVO is bántalmazta emiatt. Szemét kiverték, szétverték a veséjét, és hajnalban egy katonai kocsiból kidobták a János Kórház mellett, ahol két járókelő találta meg.
Vele ellentétben Móricz Zsigmondot a Tanácsköztársasággal való szimpatizálása miatt hurcolták meg. Több, a munkáshatalmat népszerűsítő művet is írt ekkoriban („A földművelés kiskátéja” és hasonlók), ami miatt később negatív kritikával illették.

## Megjelenése a szépirodalomban
- Hamburger Jenő: Latinka ballada
- Tormay Cécile: Bujdosó könyv
- Tóth Árpád: Az új Isten [43]
- Babits Mihály: Az Antikrisztust kelni láttuk őt...[44]
- Fekete István: Zsellérek [45]
- Németh Ákos: Vörös bál (színmű)[46]
- Kosztolányi Dezső: Édes Anna
- Lajta Erika: Rosszfiúk, rosszlányok (abszurd tragikomédia a Tanácsköztársaság által elrendelt alkoholtilalomról) [47]

## További irodalom
- Böhm, Vilmos. Két forradalom tüzében. Bécs: Bécsi Magyar Kiadó (1923)
- Gratz, Gusztáv. A forradalmak kora – Magyarország története 1918–1920. Budapest: Akadémiai Kiadó (1935, 1992). ISBN 963-05-6270-7
- Konok, Péter (2001). „„Talán dünnyögj egy új mesét...” A Magyar Tanácsköztársaság és a történelem átalakítása”. Eszmélet 52, 77. o. [2018. február 13-i dátummal az eredetiből archiválva]. (Hozzáférés: 2018. február 13.)
- A Magyar Tanácsköztársaság plakátjai; vál., előszó Ihász István, fotó Nagy Nándor; Népszava, Budapest, 1989
- A bolsevizmus Magyarországon; szerk. Gratz Gusztáv, vál. Kupa László; Vadszőlő, Budapest, 2003
- Honvédő város. Nógrád megye északi határainak megvédése. Tudományos emlékülés a Nógrádi Történeti Múzeumban. Salgótarján, 2004. szeptember 23.; szerk. Bagyinszky Istvánné, Szvircsek Ferenc; Nógrád Megyei Múzeumok Szervezete, Salgótarján, 2005 (Discussiones Neogradienses)
- Mályusz Elemér: A vörös emigráció; Attraktor, Máriabesnyő-Gödöllő, 2006 (Historia incognita 1. sorozat. Történettudomány)
- Salgótarjáni események 1918–1919-ben; összeáll. Cs. Sebestyén Kálmán, dokumentumvál. Bódi Zsuzsanna; Nógrád Megyei Levéltár, Salgótarján, 2007 (Adatok, források és tanulmányok a Nógrád Megyei Levéltárból)
- Domonkos László: Az elárult hadosztály. Erdély, Felvidék, Muravidék, 1919; Masszi, Budapest, 2009
- Szabó Mária: A Romanelli-misszió. Egy olasz katonatiszt Magyarországon (1919. május–november); HM Hadtörténeti Intézet és Múzeum–Mundus, Budapest, 2009 (Mundus – új irodalom)
- Szabó Viktor: Háború és diplomácia Magyarországon, 1918–1919; Prima Forma Tudományos Egyesület, Budapest, 2009
- 1919. A Magyarországi Tanácsköztársaság és a kelet-európai forradalmak; szerk. Krausz Tamás, Vértes Judit; L'Harmattan–ELTE BTK Kelet-Európa Története Tanszék, Budapest, 2010 (Kelet-európai tanulmányok)
- Tengely Adrienn: A magyar egyházak a forradalmak korában; EKF Líceum, Eger, 2011
- Vörös és fehér. A vörös és fehér uralom hátországa. 1919 vidéken; szerk. Nagy Szabolcs; MNL Veszprém Megyei Levéltár, Veszprém, 2013 (A Magyar Nemzeti Levéltár Veszprém Megyei Levéltára kiadványai)
- Balla Tibor: A k.u.k. hadseregtől a Vörös Hadseregig. Magyar katonák a Nagy Háború román és olasz frontján, valamint a Tanácsköztársaság honvédő hadjáratában; Duna Internationa–Duna Könyvklub, Budapest, 2013 (Nagy csaták)
- A magyar piaristák és a Tanácsköztársaság; bev. Szakál Ádám; sajtó alá rend. Koltai András; Piarista Rend Megyei Tartománya, Budapest, 2013 (Magyarország piarista múltjából)
- Biró Aurél: A Tanácsköztársaság fővárosi karhatalmai; Hegyvidéki Helytörténeti Gyűjtemény és Galéria, Budapest, 2014
- Apor Péter: Az elképzelt köztársaság. A Magyar Tanácsköztársaság utóélete, 1945–1989; MTA BTK Történettudományi Intézet, Budapest, 2014 (Magyar történelmi emlékek)
- Nagy Miklós Mihály: Magyarország az első világháborúban Térképek történelmi áttekintéssel; Kárpátia Stúdió, Budapest, 2014
- Salamon Konrád: Az őszirózsás forradalomról és az első köztársaságról. Harag és elfogultság nélkül; 3. jav. kiad; Éghajlat, Budapest, 2014
- Forradalmak sodrában. A Tanácsköztársaság Sopronban és Sopron vármegyében a kortársak szemével, 1920–1921; összeáll., bev., jegyz. Dominkovits Péter, Németh Ildikó; MNL Győr-Moson-Sopron Megyei Soproni Levéltár, Sopron, 2014
- Vörös könyv 1919, 1-2.; szerk. Gerencsér Miklós; Megyei Közlöny Lap- és Könyvkiadó, Budapest, 2016
- Szent Kereszthegyi Kratochvil Károly: A székely hadosztály 1918–19. évi bolsevistaellenes és ellenforradalmi harcai a székely dicsőségért, Erdélyért, Magyarország területi épségéért és Európáért; sajtó alá rend., jegyz. Turbucz Péter; Attraktor,  Máriabesnyő, 2017 (Fiat iustitia)
- Vörösterror az Országházban, 1919; tan., szerk. B. Müller Tamás; 2. jav. kiad; Országház, Budapest, 2018 (Nemzet főtere könyvek)
- Dunapataj 1919. Írások, dokumentumok az 1919-es dunapataji népfölkelés történetéhez és emlékezetéhez; összeáll. Kiss Gy. Csaba, Schill Tamás; Dunapatajért Közalapítvány, Dunapataj, 2019
- Suba Györgyné: A Tanácsköztársaság idején az egyház ellen elkövetett sérelmek a Jászságban; Jászapátiak Baráti Egyesülete, Jászapáti, 2019
- Csunderlik Péter: A "vörös farsangtól" a "vörös tatárjárásig". A Tanácsköztársaság a korai Horthy-korszak pamflet- és visszaemlékezés-irodalmában; Napvilág, Budapest, 2019
- Bob Dent: A vörös város. Politika és művészet az 1919-es Magyarországi Tanácsköztársaság idején; ford. Konok Péter; Helikon, Budapest, 2019
- Proletárdiktatúra alulnézetben. "És rendszeresíttetnek az összes ballépések". Válogatott levéltári dokumentumok a Magyarországi Tanácsköztársaság időszakából; vál., jegyz., bev. Csonka Laura, Fiziker Róbert; L'Harmattan–MNL, Budapest, 2019
- Biró Aurél: Vörös terrorcsapatok és a mindennapok terrorja a magyarországi Tanácsköztársaság idején; Pápai Jókai Mór Városi Könyvtár, Pápa, 2019 + DVD
- Varga Lajos: Kényszerpályáról tévútra. Szociáldemokraták a Tanácsköztársaságban; Napvilág, Budapest, 2019
- Kövér István: A Tanácsköztársaság Vas vármegyében. Tények, adatok, dokumentumok. Eredeti források alapján; Megyei Nyugat, Szombathely, 2019
- Takó Dalma: A katonai büntetőjog speciális intézményei a XX. század első felében. A Tanácsköztársaság katonai büntetőjoga és a Honvéd Vezérkar Főnökének Bírósága; Megyei Katonai Jogi és Hadijogi Társaság, Budapest, 2019 (Bibliotheca juris militaris)
- Szabó Viktor: A kommunizmus bűvöletében. A Magyarországi Tanácsköztársaság propagandája; TIT Teleki László Ismeretterjesztő Egyesület, Budapest, 2019
- A Tanácsköztársaság véres almanachja. A proletárdiktatúra kortörténeti dokumentumgyűjteménye; bev. Raffay Ernő; Megyei Menedék, Budapest, 2020
- Forradalmak sodrában II. Visszaélések és atrocitások Sopronban és Sopron vármegye területén a Tanácsköztársaság idején; összeáll., bev., jegyz. Suslik Ádám; MNL Győr-Moson-Sopron Megye Soproni Levéltára, Sopron, 2020
- A Tanácsköztársaság és az egyházak. Egyházpolitika, keresztényüldözés, egyházi útkeresés; szerk. Fejérdy András; Szt. István Társulat, Bp., 2020
- Tanácsköztársaság Zala megyében; szerk. Paksy Zoltán; MNL Zala Megyei Levéltár, Zalaegerszeg, 2020 (Zalai gyűjtemény)
- "...minden édenek neve vad poklokat büvöl...". A Magyarországi Tanácsköztársaság; szerk. Ligeti Dávid, Vörös Boldizsár; Országház, Budapest, 2020 (Tudományos konferenciák az Országházban)
- Hatos Pál: Rosszfiúk világforradalma. Az 1919-es Magyarországi Tanácsköztársaság története; Jaffa Kiadó, Budapest, 2021
- „…minden édenek neve vad poklokat büvöl…” – A Magyarországi Tanácsköztársaság. Szerk. Ligeti Dávid, Vörös Boldizsár. Budapest, Országház Könyvkiadó, 2020
- 1919 – A Nagy Szétesés. Szerk. Hermann Róbert, Ligeti Dávid. Budapest, Országház Könyvkiadó, 2021
- Csűrös András: Református egyházi élet a Tanácsköztársaság idején. A magyar reformátusság egy válságos korszakban; KRE – L'Harmattan, Budapest, 2021 (Károli könyvek. Monográfia)
- Nagy Szabolcs: 1919-es "kommunista bűnperek" az Észak-Dunántúlon. A Tanácsköztársaság vidéki szervei működésének és az azokkal kapcsolatos büntetőjogi felelősségre vonásnak egyes kérdései a helyi perek tükrében; Gondolat, Budapest, 2022 (Opus magistrale könyvek)
- Tápay-Szabó László: A bolsevizmus Magyarországon. A proletárdiktatúra okirataiból; Kárpátia Stúdió, Köröstárkány–Balatonfőkajár, 2022
- Kosztyó Gyula: A Tanácsköztársaság Kárpátalján; 2. jav. kiad.; Erőszakkutató Intézet, Budapest, 2023
- Vörös Boldizsár: Utópiák 133 napja. A Magyarországi Tanácsköztársaság története dokumentumokban; Holnap, Budapest, 2024